# 克里夫庫爾 (伊利諾伊州)
克里夫庫爾（英語：Creve Coeur）是位於美國伊利諾伊州塔茲韋爾縣的一個村落。

## 地理
克里夫庫爾的座標為40°38′32″N 89°35′55″W / 40.64222°N 89.59861°W，而該地最高點為海拔高度200米（即656英尺）。

## 人口
根據2010年美國人口普查的數據，克里夫庫爾的面積為11.96平方千米，當中陸地面積為11.04平方千米，而水域面積為0.92平方千米。當地共有人口5451人，而人口密度為每平方千米455人。